# Zhang Zhong
Dans ce nom chinois, le nom de famille, Zhang, précède le nom personnel.
Zhang Zhong (chinois simplifié : 章钟 ; chinois traditionnel : 章鍾 ; pinyin : Zhāng Zhōng ; Wade : Chang¹ Chung¹ ; EFEO : Tchngang Tcheng ; cantonais Jyutping : Zoeng¹ Zung¹ ; cantonais Yale : Jeung Jung), est un grand maître international chinois du jeu d'échecs né le 5 septembre 1978 à Chongqing.
Zhang Zhong a joué pour Singapour de 2007 à 2017.

## Biographie et carrière
Zhang Zong a épousé la grand maître international féminin Li Ruofan,.
De 2007 à 2017, il a joué pour Singapour.

### Succès
Parmi ses résultats remarquables, on peut citer :
- une médaille d'argent au Championnat du monde d'échecs junior en 1998 (derrière Darmen Sadvakassov) ;
- une médaille d'argent au championnat d'Asie d'échecs 2000, à égalité de points avec le vainqueur, Xu Jun ;
- deux victoires (en 2001 et 2003) au championnat national chinois  ;
- son score de 9 points sur 13 au troisième échiquier de l'équipe de Chine à l'Olympiade d'échecs de 2002 à Bled et à l'Olympiade d'échecs de 1998 à Elista[5] ;
- une victoire avec 11 points sur 13 au tournoi B de Wijk aan Zee 2003, avec trois points d'avance sur le deuxième, et qui le qualifie pour le prestigieux tournoi A de l'année suivante où il marque 5/13 ;
- la médaille d'or au championnat d'Asie individuel en 2005.

### Championnats du monde et coupes du monde
En 2001, il fut éliminé au troisième tour du Championnat du monde de la Fédération internationale des échecs 2001-2002 par Veselin Topalov après avoir battu Yu Shaoteng au premier tour et Aleksandr Lastine au deuxième tour.
En 2004, il fut éliminé au premier tour du Championnat du monde de la Fédération internationale des échecs 2004 par Rafael Leitão.
Sa victoire au Championnat d'Asie d'échecs en 2005 le qualifie pour la Coupe du monde d'échecs 2005 à Khanty-Mansiïsk, où il gagne contre Mikhaïl Kobalia au premier tour, et est éliminé au suivant par Ivan Sokolov.
Zhang joue presque exclusivement 1.e4 avec les Blancs. Avec les Noirs, il emploie la défense sicilienne et la partie espagnole contre 1.e4 et contre 1.d4 il choisit la défense nimzo-indienne, la défense ouest-indienne ou même la défense hollandaise.[réf. nécessaire]